# ماساأكي يكي
ماساأكي يكي (باليابانية: 植木 昌晃) (23 يوليو 1974 في إيباراكي في اليابان – )؛ هو لاعب كرة قدم سابق كان يلعب كمهاجم.

## وصلات خارجية
- ماساأكي يكي على موقع عالم كرة القدم.نت (الإنجليزية)